# (7173) Sepkoski
(7173) Sepkoski ist ein Asteroid des inneren Hauptgürtels, der am 15. August 1988 von den US-amerikanischen Astronomen Carolyn Shoemaker und Eugene Shoemaker am Palomar-Observatorium (IAU-Code 675) auf dem Gipfel des Palomar Mountain etwa 80 Kilometer nordöstlich von San Diego im Laufe des Palomar-Leiden-Survey in Kalifornien entdeckt wurde.
Der Asteroid wurde am 28. Juli 1999 nach dem US-amerikanischen Paläontologe Jack Sepkoski (1948–1999) benannt, der umfangreiche globale Listen von Familien und Gattungen der fossilen marinen Fauna aufstellte mit dem Ziel, evolutionäre Muster zu identifizieren.